# بزمجه سرام
 بزمجه سرام(نام علمی: Varanus cerambonensis) نام یک گونه از سرده بزمجه است.